# The Fifth Race (Zvezdna vrata SG-1)
The Fifth Race je naslov epizode znanstveno-fantastične serije Zvezdna vrata, v kateri Daniel z ekipo SG-1 odpotuje v starodavno sobo, v kateri so zapisi nezemeljskih bitij, v upanju, da bi tako lahko razvozlali neznane jezike. Ko O'Neill pogleda v neznano napravo, ga naprava zgrabi in O'Neill pade v nezavest. Kmalu po vrnitvi v bazo v njegovem govoru začne pojavljati latinščini podoben jezik, ki ne razume nobeden od članov ekipe.
Poleg tega jezika začnejo O'Neillovi možgani delati z 90% zmogljivostjo in začne risati in sestavljati stvari, ki so za ekipo SG-1 popolna neznanka. Poleg tega v nadzorni računalnik vnese široko omrežje zvezdnih vrat, za katere do takrat ekipa sploh ni vedela. Ustvari tudi vir energije, ki nima nič skupnega z zemeljsko tehnologijo. Ravno tako pridobi podrobno znanje o zvezdnih vratih in s tem reši preostanek ekipe, ki je na drugem planetu zašla v težave z delovanjem zvezdnih vrat.
Seveda pa O'Neillu povečana možganska aktivnost grozi, da bo znorel, vendar mu nihče ne zna pomagati. Zato se s pomočjo generatorja, ki ga je sestavil, želi odpraviti na nek drug planet, da bi sam poiskal pomoč. Pri vnosu naslova v nadzorni računalnik uporabi kar 8 simbolov namesto običajnih 7, kar Samantha Carter vidi kot sredstvo za dosego lokacije v drugi galaksiji. O'Neill se znajde v galaksiji Ida, kjer mu Asgardci pomagajo z odstranitvijo znanja iz glave, kar ga reši. Tako izve tudi, da v vesolju obstajajo štiri velike rase - Asgardci, Noxi, Furlingi in Starodavni, ki so tudi zgradili zvezdna vrata. Dobi tudi informacijo, da Zemljane čaka še veliko dela, vendar so na dobri poti, da postanejo peta velika rasa.